# Markus Stadler
Markus Stadler, né le 24 décembre 1948 à Altdorf, est un homme politique suisse membre des Vert'libéraux (PVL). Il siège au Conseil des États de 2010 à 2015.

## Biographie

### Formation et carrière professionnelle
Originaire d'Altdorf et de Schattdorf, Stadler étudie l'économie à l'Université de Saint-Gall, où il obtient une licence en 1974. Il travaille ensuite comme assistant d'économie dans la même université et obtient son doctorat en 1978.
Jusqu'en 1981, il vit aux États-Unis et étudie l'institutionnalisme à l'Université d'État du Michigan et à l'Université de Californie à Berkeley. De 1981 à 1983, il est un travailleur indépendant à Saint-Gall et professeur.
De 1983 à 2000, il travaille comme secrétaire de direction, intendant et administrateur du fonds de pension du canton d'Uri. De 1985 à 1988, il est membre de l'exécutif de la commune de Bürglen, dont il devient président. En 2000, il devient consultant indépendant pour le secteur public en matière de questions organisationnelles et financières.

### Carrière politique
En juin 2000, il accède au gouvernement du canton d'Uri, où il occupe successivement les fonctions de directeur de la santé, des affaires sociales et de la protection de l'environnement puis, à partir de 2004, de directeur des finances. De 2004 à 2006, il est également Landesstatthalter et, de 2006 à 2008, Landaman.
Le 25 avril 2010, il est élu au Conseil des États comme indépendant, en remplacement de Hansruedi Stadler. Après son élection, il souhaite rejoindre le groupe parlementaire PDC/PEV/PVL de l'Assemblée fédérale. Celui-ci exigeant de lui qu'il se joigne à l'un des trois partis, Stadler choisit les Vert'libéraux. Le 27 novembre 2011, il est réélu pour un nouveau mandat de quatre ans.

### Vie privée
Stadler vit à Bürglen. Il est marié et père de deux enfants.

## Publications
- (de) Inflation, Stagflation und Vermögensanlagen: Ansätze zu einer Gegenüberstellung der inflationären Umbewertungswirkungen auf ausgewählte Vermögensarten bei wachsendem und stagnierendem volkswirtschaftlichem Output. Hypothesen für die Schweiz anhand der Inflationserfahrung der Jahre 1950-1973, éd. Schellenberg, Winterthour, 1978
- (de) Institutionalismus heute: kritische Auseinandersetzung mit einer unorthodoxen wirtschaftswissenschaftlichen Bewegung, éd. Campus, Francfort-sur-le-Main/New York, 1983  (ISBN 3-593-33226-4)